# Nuevo Cuscatlán
Nuevo Cuscatlán é um município localizado no departamento de La Libertad, em El Salvador. Sua população estimada em 2012 era de 6 897 habitantes.

## Transporte
O município de Nuevo Cuscatlán é servido pela seguinte rodovia:
- LIB-12  que liga a cidade ao município de Huizúcar
- LIB-40  que liga a cidade de San José Villanueva ao município
- CA-04, que liga o município de San Ignacio (e a Fronteira El Salvador-Honduras, na cidade de Ocotepeque - rodovia CA-08 Hondurenha) (Departamento de Chalatenango) à cidade de Santa Tecla (Departamento de La Libertad) [2]